# بيرل باك
بيرل باك (بالإنجليزية: Pearl Sydenstricker Buck) (26 يونيو 1892 - 6 مارس 1973)، هي أديبة أمريكية حائزة على جائزة نوبل في الأدب عام 1938 عن روايتها الأرض الطيبة.
وُلدت في 26 يونيو 1892 في بلدة هيلزبورو بولاية فيرجينيا الغربية وقبل أن تبلغ من العمر خمسة أشهر عاد بها والديها إلى الصين حيث كانا يعملان في التبشير واشتريا منزلاً في حي صيني في مدينة تشنجيانغ في هذا الحي مكثت بيرل معظم سنين طفوتها حيث قالت فيما بعد لم أشعر بأي فرق بيني وبين الأطفال الصينيين عند بلوغها سن أربعة عشر عاما التحقت بمدرسة لتعليم اللغة الإنجليزية في مدينة شنغهاي وبعد عامين سافرت للولايات المتحدة والتحقت بمدرسة التعليم العالي في ولاية فرجينيا في تلك الأثناء بدأت بنشر كتاباتها حيث حازت على بعض الجوائز عند بلوغها الثانية والعشرين عملت بالتدريس ثم ما لبثت أن تلقت خبر بمرض والدتها في الصين وفي الصين استمرت بممارسة مهنة التدريس وفي عام 1917 تزوجت بيرل من رجل إقطاعي من ولاية كنزاس منتدب لدراسة الفلاحة في الصين استقر الزوجين في بلدة صغيرة شمال الصين حيث عانيا من شظف العيش وصعوبة الحياة حيث وصفت الكاتبة حياتها في تلك البلدة في كتابها الأرض الطيبة انتقلت بعد ذلك مع زوجها إلى مدينة نانكين حيث عملت في التدريس في الجامعة القديمة ثم سافرت لإكمال تعليمها مع زوجها إلى الولايات المتحدة هناك انهت بيرل بتفوق دراسة الأدب الإنجليزي بل وحازت على جائزة عن بحثها الصين والغرب والديها ومن المعروف أن الأديبة انكبت على قراءة القصص منذ نعومة أظفارها إذ كتبت أنها تأثرت بقصة علاء الدين والفانوس السحري للكاتبة إنتاج متعدد وغزير ونظراً لأن معظم كتاباتها مستوحاة من الحياة في الصين لقبت بالكاتبة الصينية توفيت في 6 مارس 1973 . تحصلت على جائزة نوبل في الأدب لسنة 1938.

## حياتها المبكرة وتعليمها
وُلدت بيرل سيدنستريكر، التي دُعيت كومفورت في البداية، في هيلزبورو بولاية فيرجينيا الغربية لوالديها كارولين مود (ستولتينغ) (1857-1921) وأبسالوم سيدنستريكر من أصول هولندية وألمانية على التوالي. سافر والداها، وهما مبشران من الكنيسة المشيخية الجنوبية، إلى الصين بعد زواجهما بفترة وجيزة في 8 يوليو 1880، ولكنهما عادا إلى الولايات المتحدة الأمريكية لولادة بيرل. عندما كانت بيرل في الشهر الخامس من عمرها، وصلت العائلة إلى الصين، حيث عاشت أولًا في هوايان ثم انتقلت في عام 1896 إلى تشنجيانغ، التي كانت تُعرف آنذاك باسم تشينغكيانغ في نظام التهجي البريدي، بالقرب من مدينة نانجينغ الكبرى. في الصيف، كانت تقضي هي وعائلتها بعض الوقت في كولينغ. بنى والدها فيلا حجرية في كولينغ عام 1897، وعاش هناك حتى وفاته عام 1931. خلال هذه الرحلة الصيفية السنوية في كولينغ قررت الفتاة الصغيرة أن تصبح كاتبة.
من بين أشقائها الذين بقوا على قيد الحياة حتى سن الرشد، إدغار سيدنستريكر الذي قاد مسيرة مهنية متميزة مع خدمة الصحة العامة بالولايات المتحدة ثم صندوق ميلبانك التذكاري فيما بعد، وغريس سيدنستريكر يوكي (1899-1994) التي كتبت كتبًا للشباب ن عن آسيا تحت الاسم المستعار كورنيليا سبنسر.
تذكر بيرل في مذكراتها أنها عاشت في «عالمين»، أحدهما «عالم والديّ المشيخي الصغير الأبيض النظيف»، والآخر «العالم الصيني الكبير المرح المحب الأقل نظافة»، ولم يكن هناك أي تواصل بينهما. أثرت ثورة الملاكمين (1899-1901) على الأسرة بشكل كبير؛ فقد هجرهم أصدقاؤهم الصينيون، وتناقص عدد الزوار الغربيين. أما والدها، الذي كان مقتنعًا بأنه لا يمكن لأي صيني أن يتمنى له الأذى، بقي في المنزل بينما ذهب بقية أفراد العائلة إلى شانغهاي طلبًا للأمان. بعد سنوات قليلة، التحقت باك بمدرسة ميس جويل في شانغهاي، واستاءت من المواقف العنصرية للطلاب الآخرين هناك، الذين كان قلةٌ منهم يتحدثون الصينية. كان والداها يشعران بقوة أن الصينيين متساوون معهم، وكانا يحرّمانها من استخدام كلمة هيثاني (وثني)، ونشأت في بيئة ثنائية اللغة: تعلمت اللغة الإنجليزية على يد والدتها، واللهجة المحلية على يد زملائها الصينيين، واللغة الصينية الفصحى على يد عالم صيني يدعى السيد كونغ. كانت تقرأ بنهم شديد، خاصةً روايات تشارلز ديكنز رغم رفض والدها، وقالت فيما بعد إنها ظلت تقرأها مرة واحدة في السنة لبقية حياتها.
في عام 1911، غادرت باك الصين لتلتحق بكلية راندولف-ماكون للنساء في لينشبرغ بولاية فيرجينيا، إذ تخرجت من كلية فاي بيتا كابا عام 1914 وكانت عضوًا في نادي كابا دلتا النسائي.

## مهنتها

### الصين
رغم أن باك لم تكن تنوي العودة إلى الصين، ناهيك عن أن تصبح مبشرة، سرعان ما تقدمت بطلب إلى المجلس المشيخي عندما أرسل لها والدها أن والدتها مريضة بشدة. في عام 1914، عادت باك إلى الصين. تزوجت من المبشر الاقتصادي الزراعي، جون لوسينغ باك، في 13 مايو 1917، وانتقلا إلى سوزو بمقاطعة آنهوي، وهي بلدة صغيرة على نهر هواي (لا ينبغي الخلط بينها وبين سوزو المعروفة في مقاطعة جيانغسو). هذه هي المنطقة التي تصفها في كتابيها ذا غود إرث أو «الأرض الطيبة» وسونز أو «الأبناء».
في الفترة من 1920 حتى عام 1933، أقام الزوجان في نانجينغ في حرم جامعة نانكينغ، حيث عمل كلاهما في التدريس. درّست باك الأدب الإنجليزي في هذه الجامعة الخاصة التي تديرها الكنيسة، وأيضًا في كلية جينلينج وفي الجامعة المركزية الوطنية. في عام 1920، أنجبت باك ابنة تدعى كارول أصيبت بمرض بيلة الفينيل كيتون الذي أصابها بإعاقة شديدة في النمو. اضطرت باك إلى استئصال الرحم بسبب مضاعفات ولادة كارول، ما جعلها غير قادرة على إنجاب المزيد من الأطفال البيولوجيين. في عام 1921، توفيت والدة باك بسبب مرض استوائي وهو مرض الذرب المداري، وبعد فترة وجيزة، انتقل والدها إلى منزلها. في عام 1924، غادروا الصين لقضاء سنة إجازة جون باك وعادوا إلى الولايات المتحدة لفترة وجيزة، حصلت بيرل باك خلالها على درجة الماجستير من جامعة كورنيل. في عام 1925، تبنت عائلة باك طفلة تدعى جانيس (كُنّيت فيما بعد باسم والش). في ذلك الخريف، عادوا إلى الصين.
بلغت المآسي والاضطرابات التي عانت منها باك في عشرينيات القرن العشرين ذروتها في مارس 1927، في أثناء «حادثة نانكينغ». في معركة فوضوية شارك فيها عناصر من شيانج كاي شيك القومية والقوات الشيوعية وأمراء حرب متنوعين، قُتل العديد من الغربيين. بما أن والدها أبسالوم أصر، كما فعل في عام 1900 في مواجهة الملاكمين، قررت العائلة البقاء في نانجينغ حتى وصول المعركة إلى المدينة. عندما اندلعت أعمال العنف، دعتهم عائلة صينية فقيرة للاختباء في كوخهم بينما كان منزل العائلة يتعرض للنهب. أمضى أفراد العائلة يومًا كاملًا مرعوبين ومختبئين، وبعد ذلك، أنقذتهم الزوارق الحربية الأمريكية. سافروا إلى شانغهاي ثم أبحروا إلى اليابان، حيث مكثوا لمدة عام، ثم عادوا بعد ذلك إلى نانجينغ. قالت باك لاحقًا إن هذا العام في اليابان أظهر لها أن اليابانيين لم يكونوا جميعًا من العساكر. عندما عادت من اليابان في أواخر عام 1927، كرست باك نفسها بجدية لمهنة الكتابة. شجعتها علاقاتها الودية مع كتاب صينيين بارزين في ذلك الوقت، مثل شو شيوي تشي موه ولين يوتانغ، على اعتبار نفسها كاتبة محترفة. أرادت أن تحقق طموحاتها التي حُرمت منها والدتها، لكنها كانت بحاجة أيضًا إلى المال لإعالة نفسها إذا ما تركت زواجها الذي سبب لها الوحدة لاحقًا. احتاجت أيضًا إلى المال لرعاية كارول بشكل متخصص، بما أن مجلس البعثة لم يتمكن من توفيره.

### الولايات المتحدة
تطلقت باك من زوجها في رينو بولاية نيفادا في 11 يونيو 1935 وتزوجت ريتشارد والش في نفس اليوم ويقال إنه قدم لها النصيحة والمودة التي، كما خلصت كاتبة سيرتها الذاتية، «ساعدت في ظهور نشاط بيرل الاستثنائي». انتقل الزوجان مع جانيس إلى مزرعة غرين هيلز في مقاطعة باكز بولاية بنسيلفانيا، وسرعان ما شرعا في ملء هذه المزرعة بالأطفال بالتبني. أحضرا ولدين رضيعين إلى المنزل في عام 1936، وتبعهما ابن آخر وابنة أخرى في عام 1937.
في أعقاب الثورة الشيوعية في عام 1949، رفضت باك مرارًا وتكرارًا كل محاولات العودة إلى الصين الحبيبة. وصفت روايتها سايتن نيفر سليبس أو «الشيطان لا ينام أبدًا» الصادرة عام 1962 الطغيان الشيوعي في الصين. خلال الثورة الثقافية، تم التنديد بباك، كونها كاتبة أمريكية بارزة عن حياة القرية الصينية، باعتبارها «إمبريالية ثقافية أمريكية». كانت باك «محطمة القلب» عندما مُنعت من زيارة الصين مع ريتشارد نيكسون في عام 1972.

### جائزة نوبل في الأدب
في عام 1938 قالت لجنة جائزة نوبل في منح الجائزة:
إن الأكاديمية السويدية بمنحها جائزة هذا العام لبيرل باك لأعمالها البارزة التي تمهد الطريق لتعاطف إنساني يتجاوز الحدود العنصرية المتباعدة ودراساتها للمثل الإنسانية التي هي فن تصويري عظيم وحي، تشعر الأكاديمية السويدية أنها متوافقة ومنسجمة مع رؤى ألفريد نوبل للمستقبل.

### الجهود الإنسانية
كانت باك ملتزمة بمجموعة من القضايا التي تجاهلها جيلها إلى حد كبير. وُصفت العديد من تجاربها الحياتية وآرائها السياسية في رواياتها وقصصها القصيرة والتخيلية وقصص الأطفال والسير الذاتية لوالديها بعنوان فايتينغ إينجل أو «الملاك المقاتل» (عن أبسالوم) و ذا إكزايل أو «المنفى» (عن كاري). كتبت عن مواضيع متنوعة، بما في ذلك حقوق المرأة والثقافات الآسيوية والهجرة والتبني والعمل التبشيري والحرب والقنبلة الذرية والعنف. تحدت باك الجمهور الأمريكي من خلال رفع مستوى الوعي في مواضيع مثل العنصرية والتمييز الجنسي ومحنة أطفال الحرب الآسيويين، قبل وقت طويل من اعتبار تلك المواضيع عصرية أو آمنة من الناحية السياسية. جمعت باك بين وظائف الزوجة والأم والمؤلفة والمحررة والمتحدثة الدولية والناشطة السياسية، واشتهرت بدفاعها عن الحقوق المدنية وحقوق المرأة وحقوق ذوي الاحتياجات الخاصة.

## من مؤلفاتها
- رواية: الأرض الطيبة.
- رواية: ريح شرقية، ريح غربية.
- رواية: الموجة الكبيرة.

## روابط خارجية
- بيرل باك على موقع IMDb (الإنجليزية)
- بيرل باك على موقع الموسوعة البريطانية (الإنجليزية)
- بيرل باك على موقع مونزينجر (الألمانية)
- بيرل باك على موقع أول موفي (الإنجليزية)
- بيرل باك على موقع قاعدة بيانات برودواي على الإنترنت (الإنجليزية)
- بيرل باك على موقع قاعدة بيانات الأفلام السويدية (السويدية)
- بيرل باك على موقع إن إن دي بي (الإنجليزية)
- بيرل باك على موقع ديسكوغز (الإنجليزية)
- بيرل باك على موقع قاعدة بيانات الفيلم (الإنجليزية)

- وسائط من كومنز
- اقتباسات من ويكي الاقتباس